# Royce O'Neale
Royce O'Neale, né le 5 juin 1993 à Killeen au Texas, est un joueur américain de basket-ball. Il évolue au poste d'ailier et est réputé pour être un très bon défenseur à son poste en NBA.

## Biographie

### Carrière universitaire
Entre 2011 et 2013, il joue pour les Pioneers de Denver.
Entre 2013 et 2015, il joue pour les Bears de Baylor.

### Carrière professionnelle

#### MHP Riesen Ludwigsbourg (2015-2016)
Royce O'Neale participe à la Draft de 2015 mails n'est pas sélectionné.
Durant l'été 2015, il signe son premier contrat professionnel en Allemagne au MHP Riesen Ludwigsbourg.

#### CB Gran Canaria (2016-2017)
Après avoir joué pour les Warriors de Golden State lors de la NBA Summer League, il signe un contrat en Espagne avec le Herbalife Gran Canaria pour la saison 2016-2017.
Le 25 juin 2017, il s'engage avec le Zalgiris Kaunas en Lituanie.

#### Jazz de l'Utah (2017-2022)
Après avoir joué pour le Jazz de l'Utah lors de la NBA Summer League 2017, il signe un contrat pour la saison 2017-2018. Il obtient une moyenne de 5 points par match durant la moitié de la saison avant qu'il ne soit prêté aux Stars de Salt Lake City début 2018. Il est de nouveau chez le Jazz pour la saison 2018-2019 où il obtient une moyenne de 5,2 points par match.

#### Nets de Brooklyn (2022-2024)
Fin juin 2022, Royce O'Neale est transféré vers les Nets de Brooklyn contre un premier tour de draft 2023.

#### Suns de Phoenix (depuis 2024)
En février 2024, il est transféré aux Suns de Phoenix.

## Palmarès
- Supercoupe d'Espagne 2016

## Statistiques

### Universitaires
| Saison    | Équipe | Matchs | Titul. | Min./m | % Tir | % 3pts | % LF | Rbds/m. | Pass/m. | Int/m. | Ctr/m. | Pts/m. |
| --------- | ------ | ------ | ------ | ------ | ----- | ------ | ---- | ------- | ------- | ------ | ------ | ------ |
| 2011-2012 | Denver | 31     | 5      | 26,8   | 50,8  | 38,2   | 86,5 | 5,84    | 2,13    | 1,39   | 0,42   | 9,94   |
| 2012-2013 | Denver | 32     | 32     | 35,4   | 44,1  | 33,3   | 76,2 | 5,53    | 3,47    | 1,41   | 0,47   | 11,16  |
| 2013-2014 | Baylor | 38     | 31     | 27,3   | 52,0  | 46,8   | 60,0 | 5,39    | 2,89    | 0,89   | 0,18   | 7,11   |
| 2014-2015 | Baylor | 33     | 33     | 32,1   | 45,6  | 43,8   | 77,3 | 5,85    | 3,42    | 1,15   | 0,33   | 10,09  |
| Total     | Total  | 134    | 101    | 30,3   | 47,6  | 39,8   | 75,1 | 5,64    | 2,99    | 1,19   | 0,34   | 9,46   |

### Professionnelles

#### Saison régulière
| Saison    | Équipe   | Matchs | Titul. | Min./m | % Tir | % 3pts | % LF | Rbds/m. | Pass/m. | Int/m. | Ctr/m. | Pts/m. |
| --------- | -------- | ------ | ------ | ------ | ----- | ------ | ---- | ------- | ------- | ------ | ------ | ------ |
| 2017-2018 | Utah     | 69     | 4      | 16,7   | 42,3  | 35,6   | 80,3 | 3,42    | 1,38    | 0,52   | 0,23   | 4,97   |
| 2018-2019 | Utah     | 82     | 16     | 20,4   | 47,5  | 38,6   | 76,2 | 3,48    | 1,51    | 0,66   | 0,29   | 5,20   |
| 2019-2020 | Utah     | 71     | 62     | 28,9   | 43,3  | 37,7   | 76,4 | 5,48    | 2,54    | 0,83   | 0,45   | 6,34   |
| 2020-2021 | Utah     | 71     | 71     | 31,6   | 44,4  | 38,5   | 84,8 | 6,80    | 2,50    | 0,80   | 0,50   | 7,00   |
| 2021-2022 | Utah     | 77     | 77     | 31,2   | 45,7  | 38,9   | 80,4 | 4,80    | 2,50    | 1,10   | 0,40   | 7,40   |
| 2022-2023 | Brooklyn | 76     | 53     | 31,7   | 38,6  | 38,9   | 72,5 | 5,05    | 3,72    | 0,86   | 0,64   | 8,83   |
| 2023-2024 | Brooklyn | 49     | 6      | 24,5   | 38,8  | 36,6   | 68,2 | 4,50    | 2,80    | 0,70   | 0,60   | 7,40   |
| 2023-2024 | Phoenix  | 30     | 8      | 25,1   | 41,1  | 37,6   | 69,2 | 5,20    | 2,70    | 0,90   | 0,50   | 8,10   |
| 2024-2025 | Phoenix  | 75     | 22     | 24,5   | 42,3  | 40,6   | 73,1 | 4,70    | 2,20    | 0,90   | 0,50   | 9,10   |
| Carrière  | Carrière | 600    | 319    | 26,2   | 42,6  | 38,5   | 77,0 | 4,80    | 2,40    | 0,80   | 0,42   | 7,10   |

#### Playoffs
| Saison   | Équipe   | Matchs | Titul. | Min./m | % Tir | % 3pts | % LF  | Rbds/m. | Pass/m. | Int/m. | Ctr/m. | Pts/m. |
| -------- | -------- | ------ | ------ | ------ | ----- | ------ | ----- | ------- | ------- | ------ | ------ | ------ |
| 2018     | Utah     | 11     | 5      | 23,5   | 50,0  | 35,7   | 63,2  | 3,45    | 1,36    | 0,91   | 0,36   | 7,09   |
| 2019     | Utah     | 5      | 0      | 27,4   | 46,7  | 34,8   | 75,0  | 4,60    | 1,60    | 0,40   | 0,40   | 10,60  |
| 2020     | Utah     | 7      | 7      | 35,5   | 40,6  | 45,5   | 50,0  | 5,43    | 2,71    | 1,29   | 0,29   | 5,57   |
| 2021     | Utah     | 11     | 11     | 36,7   | 50,6  | 46,7   | 83,3  | 7,27    | 2,09    | 1,09   | 0,27   | 11,27  |
| 2022     | Utah     | 6      | 6      | 31,4   | 40,0  | 28,0   | 100,0 | 5,67    | 1,50    | 0,50   | 0,17   | 6,17   |
| 2023     | Brooklyn | 4      | 0      | 29,5   | 24,1  | 18,2   | 100,0 | 4,25    | 3,50    | 1,25   | 0,25   | 5,00   |
| 2024     | Phoenix  | 4      | 2      | 26,1   | 31,8  | 33,3   | –     | 4,80    | 1,00    | 0,30   | 0,00   | 5,00   |
| Carrière | Carrière | 48     | 31     | 30,4   | 43,8  | 36,9   | 71,1  | 5,20    | 1,90    | 0,93   | 0,30   | 7,70   |

## Records sur une rencontre en NBA
Les records personnels de Royce O'Neale en NBA sont les suivants, :
| Type de statistique        | Saison régulière | Saison régulière            | Saison régulière | Playoffs | Playoffs                  | Playoffs           |
| Type de statistique        | Record           | Adversaire                  | Date             | Record   | Adversaire                | Date               |
| -------------------------- | ---------------- | --------------------------- | ---------------- | -------- | ------------------------- | ------------------ |
| Points                     | 27               | @ Spurs de San Antonio      | 20 février 2025  | 21       | @ Clippers de Los Angeles | 18 juin 2021       |
| Paniers marqués            | 10               | @ Spurs de San Antonio      | 20 février 2025  | 8        | 2 fois                    | 2 fois             |
| Paniers tentés             | 16               | @ Spurs de San Antonio      | 20 février 2025  | 13       | @ Rockets de Houston      | 24 avril 2019      |
| Paniers à 3 points réussis | 7                | @ Timberwolves du Minnesota | 28 mars 2025     | 4        | 5 fois                    | 5 fois             |
| Paniers à 3 points tentés  | 12               | 2 fois                      | 2 fois           | 8        | 2 fois                    | 2 fois             |
| Lancers francs réussis     | 5                | @ Thunder d'Oklahoma City   | 20 décembre 2017 | 4        | 2 fois                    | 2 fois             |
| Lancers francs tentés      | 6                | @ Thunder d'Oklahoma City   | 20 décembre 2017 | 4        | 6 fois                    | 6 fois             |
| Rebonds offensifs          | 4                | 4 fois                      | 4 fois           | 4        | 2 fois                    | 2 fois             |
| Rebonds défensifs          | 13               | 2 fois                      | 2 fois           | 11       | Rockets de Houston        | 22 avril 2019      |
| Rebonds totaux             | 15               | 2 fois                      | 2 fois           | 11       | 2 fois                    | 2 fois             |
| Passes décisives           | 11               | @ Trail Blazers de Portland | 17 novembre 2022 | 8        | @ Nuggets de Denver       | 19 août 2020       |
| Interceptions              | 6                | @ Heat de Miami             | 6 novembre 2021  | 4        | 2 fois                    | 2 fois             |
| Contres                    | 3                | 5 fois                      | 5 fois           | 2        | @ Nuggets de Denver       | 19 août 2020       |
| Balles perdues             | 5                | @ Lakers de Los Angeles     | 16 février 2022  | 4        | 3 fois                    | 3 fois             |
| Minutes jouées             | 42               | @ 76ers de Philadelphie     | 3 mars 2021      | 42       | @ Nuggets de Denver       | 1er septembre 2020 |

- Double-double : 22 (dont 2 en playoffs)
- Triple-double : 1

Dernière mise à jour : 17 mars 2025